# Walerij Chaliłow
Walerij Michajłowicz Chaliłow (ros.  Вале́рий Миха́йлович Хали́лов; ur. 30 stycznia 1952 w Termezie, zm. 25 grudnia 2016 w okolicach Soczi) – rosyjski kompozytor. Generał porucznik od 2010 roku. Kierownik i główny dyrygent Chóru Aleksandrowa w 2016 roku. Kierownik Wojskowej Muzykalnej Służby Rosyjskich Sił Zbrojnych (2002 – 2016) – główny wojskowy dyrygent. Członek Związku Kompozytorów Rosji. Ludowy Artysta Federacji Rosyjskiej (2014). Zginął w katastrofie samolotowej wraz z innymi członkami Chóru Aleksandrowa, lecąc odegrać koncert noworoczny dla rosyjskich żołnierzy w Syrii.